# Семенівка (Бориспільський район)
Семе́нівка — село в Україні, у Бориспільському районі Київської області. Населення становить 1346 осіб. Входить до складу Студениківської сільської громади.

## Географія
Село розташоване за 30 км від Баришівки та 15 км від Березані. Через село проходить автошлях М03.(Точніше сільська забудова починається в межах 0,5-1км на південь від цього  автошляху. Безпосередньо поруч з Семенівкою зливаючись з нею кількома вулицями розташоване менше за розміром але давніше за часом виникнення село Леляки. Таким чином села пов'язані спільною інфраструктурою (у семенівській школі навчаються діти обох сіл, тощо)).

## Історія
Семенівка заснована наприкінці XVI століття. За гетьманським універсалом 1674 року Івана Самойловича та жалуваною грамотою 1688 року ці землі перейшли у власність полковника Переяславського Родіона Думітрашко-Райчи. Більшість його володінь знаходилася у Березанській та Баришівській сотнях.
1730 року села Березань та Семенівка належали дружині племінника Думітрашка Анастасії Забілі.  Виходець з Сербії Марк Думітрашко, який був одружений з донькою свояка Мазепи Дмитра Зеленського, одержав від гетьмана це володіння. У 1702 році Думітрашко віддав села, де мешкало лише 53 особи, в управління Олексію Марковичу. Пізніше в Семенівці мешкали дворяни Сукенки, Пархоменки, поміщик Лукаш, в якого було 300 га землі. Наприкінці ХІХ століття лише 15 % селян мали коней, тому багато хто з них виїжджав на заробітки в Таврію.
У другій половині XVIII століття в селі діяла церква святого Стефана.
Є на мапі 1812 року.
1885 року у Семенівці відкрилася трикласна земська школа, для якої земством було збудовано приміщення з класною кімнатою та кімнатою для вчителя. В цьому приміщенні навчалося три класи
разом чисельністю близько 30-40 учнів. Дітей навчав відставний солдат Олександр Бараннік. Він викладав арифметику та російську мову. Закон Божий викладав настоятель місцевої церкви.
1910 року в школі відкрито четвертий клас, де навчалися самі дівчатка. На той час у школі працювали два вчителі, одна з них — дочка місцевого пана Людмила Федорівна Мишта. У 1915 році в Семенівці відкрили чотирикласну земську школу, що містилася у хаті Грецька Омелька.
1910 року - село Березанської волості Переяславського повіту Полтавської губернії, 365 господарств, 2283 мешканця разом з найманими робітниками.
1921 року в селі встановлено радянську владу. Земля була поділена між семенівцями. Заможним селянам була встановлена норма: вони не могли мати більше 12 десятин землі.
1928 року в Семенівці створено ТСОЗ, головою якого був Кузьма Коломієць. Пізніше ТСОЗ реорганізовано у п'ять колгоспів, зокрема — «Зірка», «Надія», інші назви невідомі, а 1931 року всі семенівські колгоспи об'єднано в один — колгосп «КІМ», головою якого протягом перших трьох місяців був Мартин Тихий, згодом його місце посів Сергій Коломієць.
У 1929—1930 роках в селі організовано лікнеп, де навчалося доросле населення. У 1932 році в селі споруджено школу-семирічку, а 1940 року — десятирічку.
Під час Голодомору 1932-1933 років багато людей померло від голоду. Дані про кількість померлих не збереглися, але свідки тих подій згадували, як кожен день ховали по декілька десятків селян.
1941 року до лав Червоної армії було мобілізовано майже все чоловіче населення села. У вересні 1941 року в околицях Семенівки точилися жорстокі бої. Через ліси, які оточують Семенівку і Леляки, пробирався з боями загін київських добровольців-залізничників. Під Семенівкою загинув командир цього загону С. П. Голованьов. Про дев'ятиденний бій під Семенівкою у своїй книзі «Дорога испытаний» написав Борис Ямпольський.
20 вересня 1943 року, під час відступу німецьких військ з Семенівки, окупантами було спалено вщерть усе село. Того ж дня Семенівка була відвойована російськими окупантами. В селі залишилося лише 33 будинки, в яких до поверненням з війни чоловіків мешкало по 5—6 сімей. На фронтах німецько-радянської війни загинуло 350 семенівців. а бойові заслуги під час німецько-радянської війни та зразкову працю на полях і фермах у повоєнний час понад 300 місцевих жителів нагороджено орденами і медалями.
1961 року село повністю електрифіковано. У 1971 році в Семенівці утворено радгосп «Семенівський», що спеціалізувався на вирощуванні зернових та овочевих культур. На території радгоспу працювали високопродуктивні ферми. Директором господарства був І. П. Закомірний, згодом стали В. Г. Лагута та І. С. Матієнко.
Нині на території села дві бібліотеки, Будинок культури, Семенівська загальноосвітня школа I—III ступенів.

## Населення
Згідно з переписом УРСР 1989 року чисельність наявного населення села становила 1670 осіб, з яких 745 чоловіків та 925 жінок.
За переписом населення України 2001 року в селі мешкала 1331 особа.

### Мова
Розподіл населення за рідною мовою за даними перепису 2001 року:
| Мова            | Кількість | Відсоток |
| --------------- | --------- | -------- |
| українська      | 1306      | 97.03%   |
| російська       | 27        | 2.01%    |
| вірменська      | 9         | 0.67%    |
| інші/не вказали | 4         | 0.29%    |
| Усього          | 1346      | 100%     |

## Інфраструктура
- Семенівська загальноосвітня школа І-ІІІ ступенів. Будівля школи, розрахована на 320 учнів, споруджена у 1987 році[12].
- Будинок культури.
- ТОВ «Науково-виробнича агрофірма „Аратта Нова“», яке займається змішаним сільським господарством (рослинництво та тваринництво).